# Chunuk Bair-temető
A Chunuk Bair-temető (angolul: Chunuk Bair Cemetery) egy első világháborús nemzetközösségi sírkert a Gallipoli-félszigeten.

## Története
A szövetséges csapatok először 1915. április 25-26-án szálltak partra a Gallipoli-félszigeten azzal a céllal, hogy kikényszerítsék Törökország kilépését a háborúból, az új front megnyitásával tehermentesítsék a nyugati frontot és utánpótlási utat nyissanak Oroszország felé. Augusztus 6-án újabb alakulatok szálltak partra Suvlánál.
A Chunuk Bair-csúcs elfoglalása az 1915. augusztus 6-10. között zajló Sari Bair-i csata egyik fő célja volt. A támadást az Új-zélandi Gyalogdandár két oszlopa hajtotta végre, amelyhez gurkha, maori, walesi alakulatok csatlakoztak. A csúcsot a walesiek érték el először. Több török támadás után a nemzetközösségi csapatok kénytelenek voltak visszavonulni. A vonalak ezután megmerevedtek, és az ANTANT-erőknek nem sikerült áttörést elérniük decemberi evakuálásukig.
A temető felső végén áll az új-zélandiak emlékműve, amelyre 849 olyan katona nevét vésték, aki ismeretlen helyen nyugszik. A temetőt a fegyvernyugvás után alakították ki, azon a helyen, ahol a törökök több nemzetközösségi katona holttestét hantolták el augusztus 6-8. között. A temetőben 632 sír van, de csak tíz halottat sikerült azonosítani.